# Ідринський район
І́дринський райо́н (рос. Идринский район)— адміністративно-територіальна одиниця (район) та муніципальне утворення (муніципальний район) в південній частині Красноярського краю Росії.
Адміністративний центр - село Ідринське.

## Географія
Район розташований в південній частині Красноярського краю, в верхів'ях правих приток Єнісею - річок Сісім і Сида. Площа району - 6070 км².
Суміжні території:
- Північ: Балахтинський район
- Схід і південь: Курагінський район
- Захід: Краснотуранський район

## Історія
Район утворений 4 квітня 1924 року.

## Населення
Населення - 11 411 осіб.
| Прапор Росії | Це незавершена стаття про Росію. Ви можете допомогти проєкту, виправивши або дописавши її. |